# Freneuse (Seine-Maritime)
Freneuse ist eine französische Gemeinde mit 993 Einwohnern (Stand: 1. Januar 2022) im Département Seine-Maritime in der Region Normandie. Sie gehört zum Arrondissement Rouen und zum Kanton Caudebec-lès-Elbeuf.

## Geografie
Freneuse liegt etwa 12 Kilometer südlich von Rouen an der Seine. Umgeben wird es von den Nachbargemeinden Tourville-la-Rivière im Norden, Sotteville-sous-le-Val im Osten, Criquebeuf-sur-Seine im Süden und Südosten, Martot im Süden, Saint-Pierre-lès-Elbeuf und Saint-Aubin-lès-Elbeuf im Südwesten sowie Cléon im Westen und Nordwesten.

## Bevölkerungsentwicklung
| 1962 | 1968 | 1975 | 1982 | 1990 | 1999 | 2006 | 2012 |
| ---- | ---- | ---- | ---- | ---- | ---- | ---- | ---- |
| 590  | 575  | 730  | 1024 | 1033 | 951  | 938  | 910  |

## Sehenswürdigkeiten

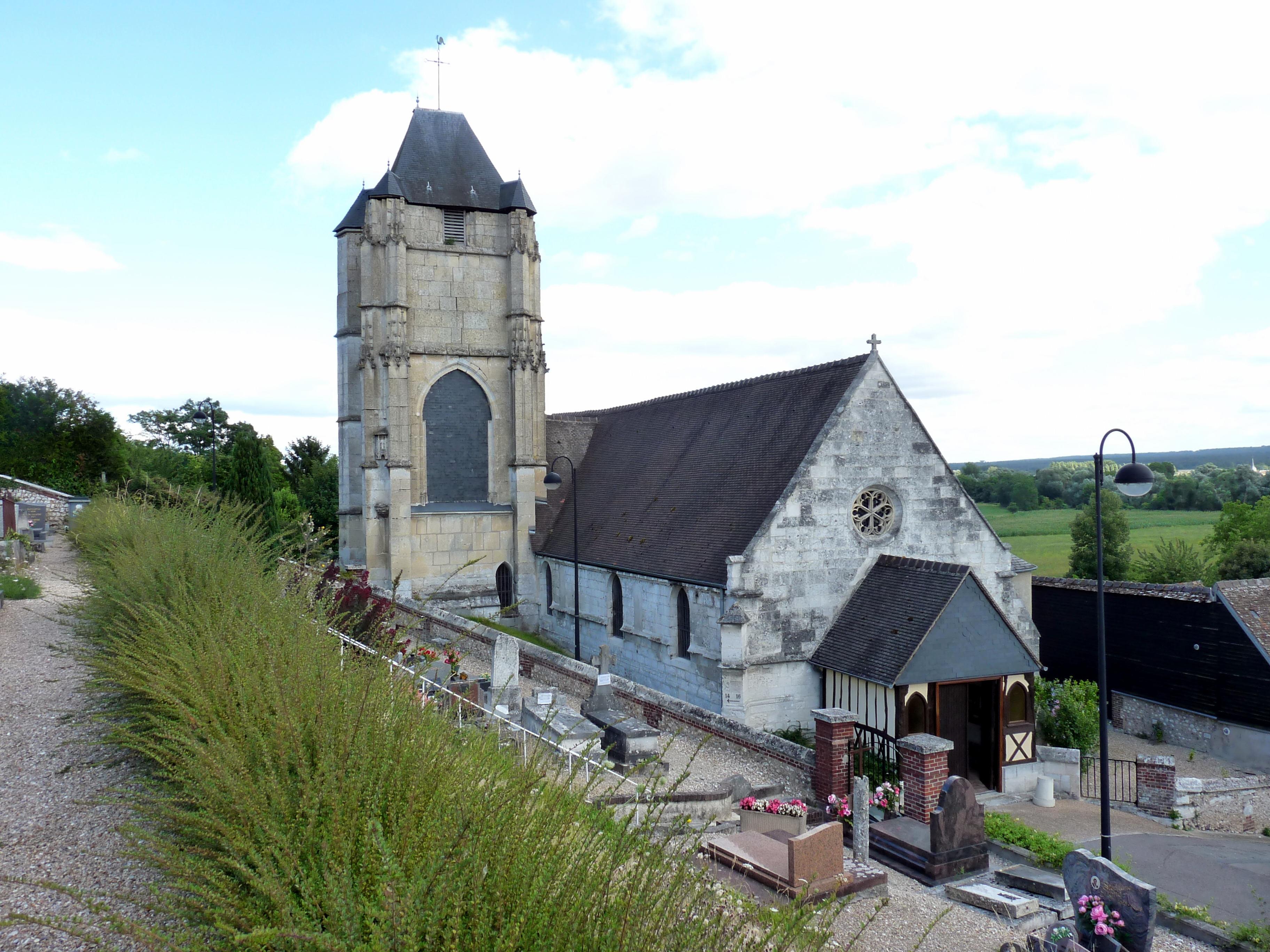
Kirche Notre-Dame

- Kirche Notre-Dame, seit 1992 Monument historique
- Schloss Val-Freneuse, seit 1977 Monument historique

## Persönlichkeiten
- Joseph-Félix Bouchor (1853–1937), Maler
- Jacques Rivette (1928–2016), Regisseur